# Drakula halála
Pour plus de détails, voir Fiche technique et Distribution.
Drakula halála (La Mort de Dracula) est un film hongrois muet réalisé par Károly Lajthay en 1921.
Adaptation cinématographique fort libre du roman épistolaire éponyme (1897) de l'écrivain irlandais Bram Stoker, le film est considéré aujourd'hui comme perdu. Il n'en subsiste que quatre photographies publicitaires ainsi qu'une novélisation hongroise, écrite par Lajos Pánczél et parue en 1924, seul moyen permettant de saisir partiellement le scénario.

## Scénario d'après la novélisation
Âgée de seize ans, la pauvre couturière Mary Land vit tristement au sein d'un petit village alpin perdu au milieu des monts enneigés. Une brusque maladie l'a récemment privée de l'affection de sa mère tandis que son père, miné par le chagrin, a perdu la raison. Interné dans un asile, le vieux Monsieur Land trouve un peu de réconfort dans les visites hebdomadaires que lui rend sa chère fille.

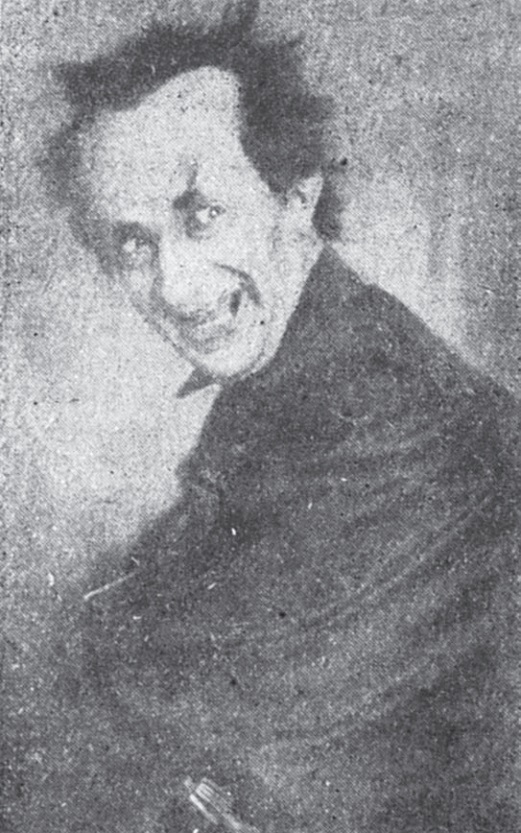
Paul Askonas dans le rôle de Drakula.

Affrontant courageusement les vicissitudes de l'existence, Mary nourrit des sentiments pour George Marlup, un brave bûcheron résidant dans le village voisin. Les deux tourtereaux finissent par se fiancer puis décorent un sapin, symbole de leur amour. Mary reçoit alors une lettre du docteur Faigner, directeur et chirurgien en chef de l'asile municipal d'aliénés, qui l'informe que la condition de Monsieur Land a empiré. Les yeux embués, Mary prend George par le bras et les fiancés s'en vont prier pour la guérison de Monsieur Land dans une petite chapelle, durant la messe de minuit. Dès la fin de l'office religieux, George se hâte d'atteler un traîneau pour conduire Mary à l'asile, où ils arrivent au petit matin. Le bûcheron dépose sa dulcinée devant l'établissement et la quitte après un dernier baiser.
Le docteur Tillner, médecin réputé de l'asile, emmène Mary voir son père. Durant le trajet, la jeune couturière prend peur face à plusieurs pensionnaires qui l'approchent lentement, débris humains « réduits à l'état d'ombres » pitoyables et effrayantes. Se détachant du groupe, un homme grand et décharné, à la chevelure en broussaille et au « visage ressemblant à Belzébuth », fixe intensément Mary de ses yeux noirs de prédateur. D'après le docteur Tillner, il s'agirait d'un talentueux musicien qui s'identifie désormais à un souverain. D'apparence « redoutable », cet individu ne quitte plus jamais sa cape noire, fût-ce pour dormir. Mary croit soudainement identifier l'ancien maître d'orgue qui lui avait appris autrefois à chanter. Tillner reconnaît son incapacité à obtenir des informations de la part de l'énigmatique pensionnaire. Le docteur encourage alors la jeune femme à aller lui poser elle-même quelques questions.
Surmontant sa peur, Mary s'approche de l'homme qui lui sourit sinistrement. Elle tente de raviver sa mémoire en l'appelant « maître » et en évoquant ses propres souvenirs d'écolière remontant à cinq ans. Le présumé maître d'orgue réplique ne pas s'en rappeler avant de proclamer fièrement être « Drakula l'immortel », âgé de plus d'un millier d'années. Il avertit Mary de ne pas le prendre pour un fou, puis affirme rester à l'asile en vue de rendre la vie aux « morts-vivants » qui le peuplent.

## Fiche technique
| |  |  |
| Drakula (Paul Askonas) et Mary Land (Margit Lux). La photographie de droite représente vraisemblablement le mariage entre Drakula et Mary. |  |  |

- Titre : Drakula halála
- Titre mondial : Dracula's Death
- Réalisation : Károly Lajthay
- Scénario : Mihály Kertész (alias Michael Curtiz), Károly Lajthay
- Directeur de la photographie : Eduard Hoesch
- Pays d'origine :  Hongrie,  Autriche
- Format : Noir et blanc - 1,33:1 - Muet
- Date de sortie :
  -  Autriche : février 1921
  -  Allemagne : mars 1922
  -  Hongrie : 14 avril 1923

## Distribution
- Paul Askonas : Drakula
- Karl Götz : le comique
- Aladár Ihász : l'assistant du chirurgien
- Dezsö Kertész : George Marlup
- Elemér Thury : le chirurgien
- Lajos Réthey : le faux chirurgien
- Margit Lux : Mary Land
- Károly Hatvani
- Anna Marie Hegener
- Paula Kende
- Lene Myl
- Oszkár Perczel
- Magda Sonja
- Lajos Szalkai
- Béla Tímár